# Raimundo de Miguel
Raimundo de Miguel i Navas (Belorado, Burgos 1816 - Madrid 1878) va ser un catedràtic espanyol de Retòrica i Poètica, distingit humanista i poeta.

## Biografia
Va néixer el 15 de març de 1816 a la vila de Belorado, província de Burgos. Va estudiar Filosofia i Teologia i el 1838 va obtenir el títol de professor d'Humanitats i, més tard, per oposició, una càtedra de Retòrica a l'escola d'Orduña (Biscaia) i una altra d'anàloga a Castrojeriz (província de Burgos). El 1846 va ser nomenat catedràtic de Llatí i Castellà a l'Institut de Segon Ensenyament de Burgos ocupant en el mateix centre, a partir de 1856, la càtedra de Retòrica i Poètica. El 1861 es trasllada a Madrid a impartir aquesta mateixa assignatura com a catedràtic a l'Institut de Sant Isidre.
En l'exercici del seu càrrec durant quaranta anys va aconseguir una gran reputació, però van ser les publicacions de les seves doctes obres literàries les que li van donar un renom que encara es manté en l'actualitat, a causa, fonamentalment, de la seva obra més cèlebre, el Nuevo diccionario latino - español etimológico (Nou diccionari llatí - espanyol etimològic, traduït al català). Fins al juliol de 1867, data en què es presenta el diccionari, no existia en castellà un compendi tan exhaustiu de la llengua de l'antiga Roma. Conegut com el «de Miguel» aquest llibre continua sent una obra de referència fonamental per a tots els estudiosos de la llengua llatina i els mers interessats en l'etimologia de la llengua castellana.
Altres obres seves, encara que menys conegudes, segueixen gaudint de validesa com a obres de consulta en gramàtica castellana i llatina, retòrica i poètica o filologia. També va escriure llibres de poesia i faules morals.
Va morir a Madrid, als seixanta-dos anys, el 27 de març de 1878.

## Obres
Aclariment: les dates de publicació que es relaten a continuació no coincideixen amb les dates de la primera edició, de manera que les obres no apareixen en un ordre cronològic real:
- R. de Miguel. Curso práctico de latinidad o Colección de piezas escogidas de los Clásicos Latinos, dispuestas en orden conveniente, e ilustradas con notas y comentarios por....  Ed. Timoteo Arnáiz, Burgos, 1859.[3]
- R. de Miguel. Aparición de la Santísima Virgen del Pilar de Zaragoza al Apóstol Santiago, patrón de las Españas. (any 42 de l'Era Cristiana).  Ed. Anselmo Santa Coloma, Madrid, 1863.[4]
- R. de Miguel. Nuevo diccionario latino - castellano etimológico.  Visor llibres, S.L., 1867 reeditado el 2001. ISBN 978-84-7522-846-4.[5][6]

- Raimundo de Miguel y el Marqués de Morante. Colección de piezas literatias selectas. Latinas y Castellanas, mandada formar y anotar de Real Orden para uso de las clases elementales de latín y castellano de los establecimientos públicos del Reino. (Tomo II, Madrid).  Imprenta M. Ginesta, 1868.[7][8]

- R. de Miguel. Fábulas morales escritas en variedad de metros por....  Agustín Jubera, 1874.[9][10][11]

- R. de Miguel. Poesías de Don Raimundo de Miguel.  Ed. Agustín Jubera, 1877.[12]

- R. de Miguel. Exposición gramatical, crítica, filosófica y razonada de la epístola de L. Horacio Flaco á los Pisones sobre el arte poética.  Ed. Sáenz de Jubera, 1895.[13]

- R. de Miguel. Elementos de mitología, ritos y costumbres de los antiguos Romanos, y nociones elementales de retórica y poética.  Ed. Sáenz de Jubera, 1899.[14]

- R. de Miguel. Gramática hispano-latina, teórico-práctica para el estudio simultáneo de las lenguas latina y castellana comparadas.  Librería de Nicasio Ezquerra, Santiago, 1900.[15][16]

- R. de Miguel. Gramática elemental de la lengua castellana para uso de los niños que concurren á las escuelas de instrucción primaria dispuesta bajo un método fácil y sencillo.  Ed. Sáenz de Jubera, 1901.[17]

- Curso elemental teórica-práctico de retórica y poética acomodado á la índole de los estudios de 2ª. enseñanza.